# (5632) Ingelehmann
(5632) Ingelehmann es un asteroide perteneciente al cinturón de asteroides descubierto el 15 de abril de 1993 por Carolyn Shoemaker y por su esposo que también era astrónomo Eugene Shoemaker desde el Observatorio del Monte Palomar, Estados Unidos.

## Designación y nombre
Designado provisionalmente como 1993 GG. Fue nombrado Ingelehmann en honor a Inge Lehmann, sismóloga danesa y pionera en el campo cuando la ciencia de la sismología aún era joven e inexplorada. Hizo contribuciones fundamentales al estudio de la geofísica y fue la primera jefa del departamento de sismología del recién establecido Royal Danish Geodetic Institute. Su contribución más importante sugirió una nueva discontinuidad en la estructura sísmica de la Tierra, ahora conocida como la discontinuidad de Lehmann, una región que divide el núcleo en partes internas y externas. En años posteriores, se convirtió en una autoridad en la estructura del manto superior.

## Características orbitales
Ingelehmann está situado a una distancia media del Sol de 2,744 ua, pudiendo alejarse hasta 2,972 ua y acercarse hasta 2,515 ua. Su excentricidad es 0,083 y la inclinación orbital 18,19 grados. Emplea 1660,53 días en completar una órbita alrededor del Sol.

## Características físicas
La magnitud absoluta de Ingelehmann es 12. Tiene 13,375 km de diámetro y su albedo se estima en 0,23. Está asignado al tipo espectral Xc según la clasificación SMASSII.